# マイリー・スチュワート
マイリー・スチュワート (Miley Stewart、芸名：ハンナ・モンタナ、Hannah Montana) は、アメリカのテレビドラマ『シークレット・アイドル ハンナ・モンタナ』に登場する架空の人物。演じているのはマイリー・サイラス、日本語吹き替えは白石涼子。
彼女はアメリカで話題沸騰中の歌手であるが、その正体はテネシー州出身、カリフォルニア州の中学校（のちに高校）に通う、ごく普通の少女マイリー・スチュワート。自分が歌手であるということが知られると周囲の人間の見る目や態度が変わってしまうと思い、家族以外にはその正体を隠している。しかし、第一話から楽屋に忍び込まれたことが理由で友人であるリリーとオリバーにはその正体（ハンナ・モンタナであること）がバレてしまい、それ以降は彼女の秘密を守る為に協力し合っている。
普段は外見から正体が分からないようにするため、ハンナとして出るときは金色で長髪のカツラを着用している。
「何それ?!嘘でしょ!!」というフレーズをよく口にする（日本語吹替版）。

## キャラクター名の誕生
- マイリー・スチュワート

一般人としての彼女の名前は元々ゾエ・スチュワートで、ある時クロエ・スチュワートに変わった。そして、第1話で再びマイリー・スチュワートに変えた。
わけは、「（演じる）マイリー・サイラスがキャラクターにそっくりだったので、プロデューサーが名前を変えた（「マイリー」を採用した）」とのこと。
- ハンナ・モンタナ

アイドルとしての彼女の名前にはアンナ・カバナ、サマンサ・ニューヨーク、アレクシス・テキサス等の様々な候補があった。

## キャラクターのバック・ストーリー
マイリー・スチュワートは1992年11月23日、テネシー州クローリー・コーナーズという架空の町で生まれた。家族は父親ロビー、母親スーザンそして兄のジャクソン。また多くの親戚がおり、 おばあちゃんのルーシー、アールおじさん、パールおばさんといとこのルアンがいる。親戚は皆、田舎者のような性格だ。さらに、ペットの豚のルアンとハムスターのレスリーがいた。
| スタブアイコン | サブスタブ | この項目は、まだ閲覧者の調べものの参照としては役立たない、テレビ番組に関連した書きかけの項目です。この項目を加筆・訂正などしてくださる協力者を求めています（P:テレビ/PJ:放送または配信の番組）。 |